# Mirosław Sadowski (prawnik)
Mirosław Sadowski (ur. 28 stycznia 1964 w Obornikach Śląskich) – polski prawnik, sędzia Sądu Najwyższego, profesor nauk społecznych we dziedzinie nauk prawnych, profesor nadzwyczajny Uniwersytetu Wrocławskiego, specjalista w zakresie doktryn politycznych i prawnych.  

## Życiorys
Jest absolwentem XII Liceum Ogólnokształcącego im. Bolesława Chrobrego we Wrocławiu (1983) i studiów prawniczych na Uniwersytecie Wrocławskim (1990). W 2000 na podstawie napisanej pod kierunkiem Marka Maciejewskiego rozprawy pt. Państwo w doktrynie papieża Leona XIII otrzymał na Wydziale Prawa i Administracji Uniwersytetu Wrocławskiego stopień naukowy doktora nauk prawnych w zakresie prawa, specjalność: doktryny polityczno-prawne. Tam też w 2011 na podstawie dorobku naukowego oraz rozprawy pt. Godność człowieka i dobro wspólne w papieskim nauczaniu społecznym (1878–2005) uzyskał stopień doktora habilitowanego nauk prawnych w zakresie prawa, specjalność: doktryny polityczne i prawne.
Był stypendystą Konrad Adenauer Stiftung (1991), Fridrich Ebert Stiftung (1993) i Fundacji na Rzecz Nauki Polskiej (1994). Odbył staże naukowe na uniwersytecie Jagiellońskim w Krakowie i Uniwersytecie im. Tarasa Szewczenki w Kijowie.
W 2013 został profesorem nadzwyczajnym Uniwersytetu Wrocławskiego, zatrudnionym w Katedrze Doktryn Politycznych i Prawnych Wydziału Prawa, Administracji i Ekonomii.
W latach 1992–1995 odbył aplikację radcowską, a następnie wykonywał zawód radcy prawnego we Wrocławiu (do 2018). Był członkiem Okręgowej Rady Radców Prawnych we Wrocławiu (2001–2018), wicedziekanem OIRP we Wrocławiu (2013–2018), członkiem Krajowej Rady Radców Prawnych (2013–2018) oraz ekspertem Ośrodka Badań Studiów i Legislacji przy Krajowej Radzie Radców Prawnych. Był ekspertem Zespołu do spraw zapobiegania przestępstwom wynikającym z nienawiści religijnej i rasowej powołanego przez Ministra Sprawiedliwości (2017–2018).
W 2018 w trakcie kryzysu wokół Sądu Najwyższego w Polsce zgłosił swoją kandydaturę na stanowisko sędziego Sądu Najwyższego. W 2018 prezydent Andrzej Duda powołał go do pełnienia urzędu sędziego Sądu Najwyższego. Orzeka w Izbie Kontroli Nadzwyczajnej i Spraw Publicznych SN.  

## Publikacje
- Islam. Religia i prawo, Warszawa 2017.